# VideoKids
VideoKids — популярный нидерландский дуэт 1980-х, исполнявший музыку в стиле диско.

## История
VideoKids были созданы в 1984 году продюсерской командой Adams & Fleisner. Лицом группы стали вокалист Петер Слагхёйс (нидерл. Peter Slaghuis) и вокалистка Бьянка Бонелли (Bianca Bonelli), на счету которой также был один сольный сингл «Je veux l’amour (Follow Me)». Дуэт получил известность благодаря шлягеру «Woodpeckers From Space», вышедшему синглом 5 октября 1984 года и попавшему в европейские чарты (в Швейцарии достиг 6-й позиции, в Германии — 4-й, а в Норвегии взобрался на самую вершину). На песню был снят видеоклип. В 1985 году «Video Kids» за неё удостоены награды как главный музыкальный экспортный продукт страны (нидерл. Buma Exportprijs).
Все песни проекта были написаны Adams & Fliesner и Тони Акарди (известны своим сотрудничеством с Digital Emotion). Другие синглы дуэта успехом не пользовались, как и оба альбома — «The Invasion of the Spacepeckers» (1984) и «Satellite» (1985) — поэтому его относят к «группам одного хита».
В 1985 году «VideoKids» отказались выпустить песню «Woodpeckers From Space» в ЮАР, поддержав бойкот против политики апартеида в Южной Африке. Южно-африканский музыкант Коста Анадиотис решает выпустить собственную версию под вывеской своей группы Café Society и не прогадал, записав хит, на 8 недель возглавивший национальные чарты (с июля 1985 года).
На эту песню в 2002 году норвежская танцевальная группа Spritneybears записала ряд ремиксов, выпустив их под общим, немного изменённым названием («Woodpecker From Space»).
В апреле 2014 года вышла статья, проливающая свет на некоторые известные имена, приведенные выше.
В частности, как оказалось "Адамс и Флейшнер, где-то Ричардс/Флейшнер, и еще более загадочный Тони Акарди" — псевдонимы пятерых приятелей-музыкантов по глэм-рок-группе Catapult: Кейс Бергман (Cees Bergman), Аарт Мол (Aart Mol), Эрвин ван Прен (Erwin van Prehm), Элмер Вирхофф (Elmer Veerfoff) и Гиртьян Хессинг (Geertjan Hessing)

## Участники
- Петер Слагхёйс (21 августа 1961 — 5 сентября 1991 †, погиб в автокатастрофе)
- Бьянка Бонелли (2 января 1963 — 1995 †, умерла от рака лёгких)

## Дискография

### Альбомы
- The Invasion Of The Spacepeckers (1984)
- Satellite (1985)

### Синглы
- «Woodpeckers From Space» (1984)
- «Do The Rap» (1985)
- «Communication Outer Space» (1985)
- «On Satellite» (1985)
- «Witch Doctor» (1988)